# Jezioro Starogrodzkie Południowe
Jezioro Starogrodzkie Południowe – jezioro w woj. kujawsko-pomorskim, w powiecie chełmińskim, w gminie Chełmno, leżące na terenie Doliny Fordońskiej.

## Dane morfometryczne
Powierzchnia zwierciadła wody wynosi 8,8 ha.
Zwierciadło wody położone jest na wysokości 22,8 m n.p.m.. Średnia głębokość jeziora wynosi 1,7 m, natomiast głębokość maksymalna 4,7 m.
Na podstawie badań przeprowadzonych w 2002 roku wody jeziora zaliczono do III klasy czystości i poza kategorią podatności na degradację.
W roku 1993 wody jeziora również zaliczono do III klasy czystości.

## Hydronimia
Według urzędowego spisu opracowanego przez Komisję Nazw Miejscowości i Obiektów Fizjograficznych (KNMiOF) nazwa tego jeziora to Jezioro Starogrodzkie Południowe.